# Peder Kolstad
Peder Ludvik Kolstad, född 28 november 1878 i dåvarande Borge kommun i Østfold fylke, död 5 mars 1932 i Oslo, var en norsk politiker i Bondepartiet. Han var statsminister från 12 maj 1931 fram till sin död 5 mars 1932.
Från 1912 var han rektor vid Kalnes landbruksskole. 1922–32 stortingsrepresentant för Østfold fylke; odelstingspresident 1931 och samma år statsminister och finansminister i Bondepartiregeringen. Kolstad blev emellertid sjuk och dog efter knappt ett år som statsminister. Bondepartiregeringen fortsatte därefter under ledning av Jens Hundseid. Kolstads namn är speciellt knutet till Grönlandssaken, eftersom hans regering godkände den norska ockupationen av Øst-Grønland.